# Louis Savinien Dupuis

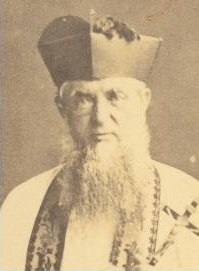
Foto um 1865

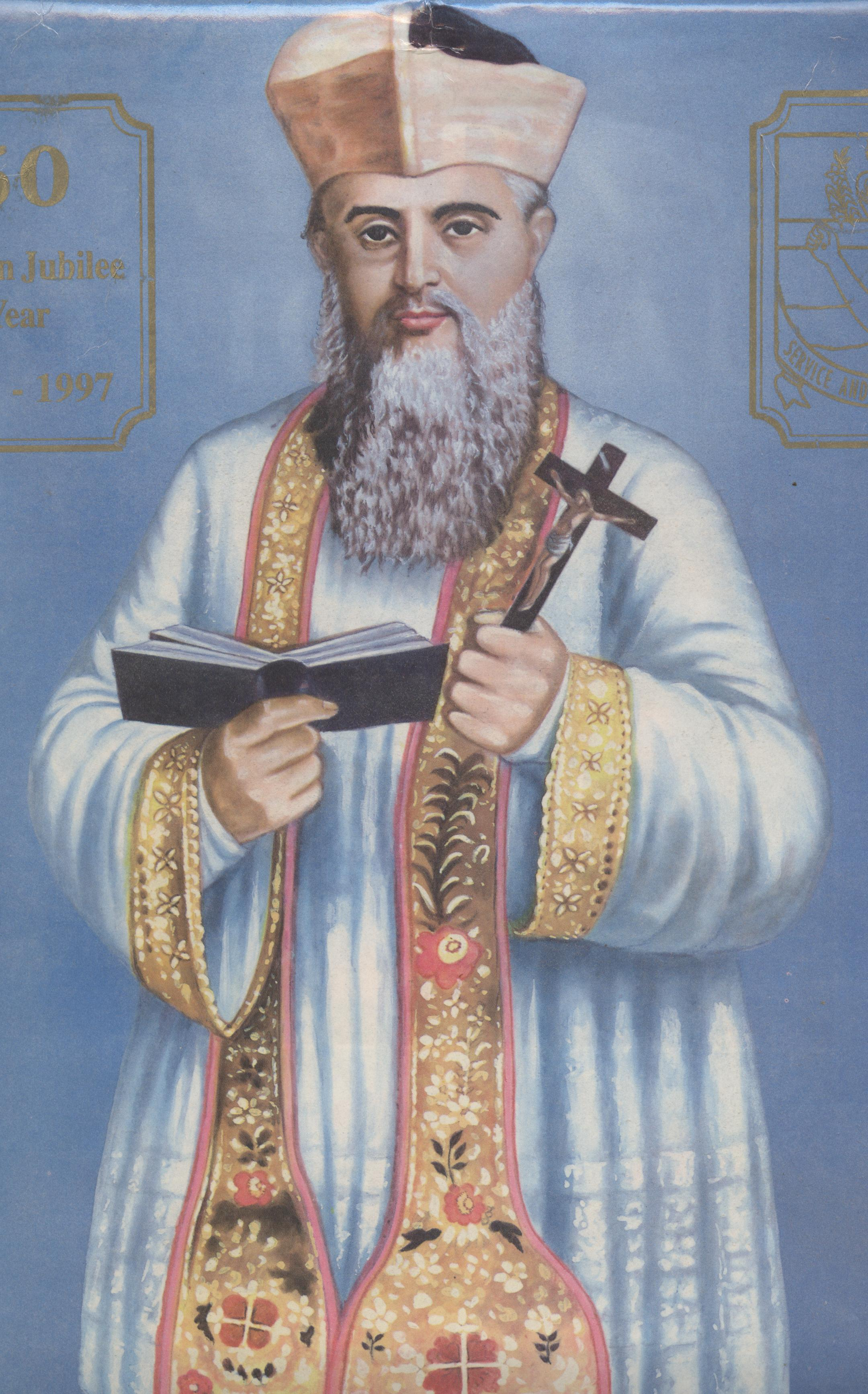
Posthumes Bildnis nach Foto, um 1880

Louis Savinien Dupuis (* 18. August 1806 in Sens, Burgund; † 4. Juni 1874 in Pondicherry, Indien) war ein katholischer Priester der Pariser Mission und Gründer des ersten einheimischen Schwesternordens von Indien, der „Franziskanerinnen vom Unbefleckten Herzen Mariens“.

## Leben und Wirken

### Priester und Missionar
Louis Savinien Dupuis wurde als zweites Kind von Edme Louis Dupuis und Victoire geb. Remy, im burgundischen Städtchen Sens geboren. Er wuchs in einer sehr religiösen Familie auf und besuchte die Jesuitenschule seiner Heimatstadt, ebenso das dortige Priesterseminar.
In Sens empfing er am 25. April 1829 die Priesterweihe durch Weihbischof Jacques-Marie-Antoine-Célestin Dupont (1792–1859), den späteren Kardinal.  Mit Datum vom 25. Mai 1831 trat der junge Geistliche der Pariser Missionsgesellschaft bei. Diese Gemeinschaft betreute u. a. Französisch-Indien und dessen Hauptstadt Pondicherry, wohin man ihn sandte. Dupuis erreichte Indien am 9. April 1832 und arbeitete zunächst als Pfarrer in Bangalore, 1840 gründete er die „Mission Press“, eine kirchliche Druckerei in Pondicherry. Zusammen mit seinem Ordensbruder, Pater Louis Marie Mousset (1808–1888) verlegte er hier 1846 das erste tamilisch-französisch-lateinische Wörterbuch „Dictionarium Latino-Gallico-Tamulicum“.

### Ordensgründung
Louis Savinien Dupuis versuchte stets die Bildung der Menschen zu heben und war ein Missionspionier im Schulwesen. Auf einer Bischofssynode im Januar 1844 zu Pondicherry referierte der Apostolische Vikar, Bischof Clément Bonnand (1796–1861) sehr eindringlich über die Benachteiligung der Frauen in der indischen Gesellschaft, die besonders durch deren niedrigen Bildungsstand hervorgerufen werde. Pater Dupuis erhielt dadurch die Anregung einen Orden einheimischer Schwestern zu gründen, wo diese selbst eine gute Bildung erhalten sollten und als Multiplikatoren wieder Kinder, besonders Mädchen, religiös, sittlich und wissenschaftlich bilden würden. So gründete der Priester am 16. Oktober 1844, in Pondicherry die Kongregation der „Schwestern vom Unbefleckten Herzen Mariens“, die am 23. Februar 1859 offiziell den Regularterziaren vom 3. Orden des Hl. Franziskus angeschlossen wurde. Unter ihrem Gründer nahm die Schwesterngemeinschaft in den nächsten 15 Jahren einen großen Aufschwung und gelangte rasch auch in andere Diözesen des Landes, hauptsächlich an der Koromandelküste.
Pater Dupuis starb 1874 in Pondicherry und wurde in der dortigen Kathedrale beigesetzt.
1907 berief Bischof Alois Benziger den Orden in seine Diözese Quilon, wodurch er sich nun auch an der gegenüberliegenden Malabarküste, im heutigen Kerala ausbreitete. Während man in Pondicherry und an der Koromandelküste Tamil spricht, ist die Landessprache an der Malarbarküste Malayalam. Daher wurde der Orden entsprechend den unterschiedlichen Sprachen, 1947 in 2 eigenständige Gemeinschaften aufgeteilt. Der tamilische Orden mit Generalat in Pondicherry nennt sich seither „Congregation of the Franciscan Sisters of the Immaculate Heart of Mary“, der Malayalam sprechende, mit Generalat in Kollam, dem früheren Quilon, „Congregation of the Immaculate Heart of Mary, Quilon“. Bei der Teilung konnten die Nonnen an der Malabarküste frei wählen, welchem der beiden Orden sie angehören wollten.
Beide Orden betreiben zahlreiche Schulen, Altersheime und diverse Krankenhäuser. Die tamilische Kongregation verfügt derzeit (2010) über mehr als 1000 Nonnen, die in 5 Ländern wirken.  Der in Kollam ansässige Orden „Congregation of the Immaculate Heart of Mary, Quilon“ ist etwas kleiner und hat momentan ca. 500 Ordensfrauen mit 52 Konventen in Indien, Deutschland und Italien.

## Nachruhm

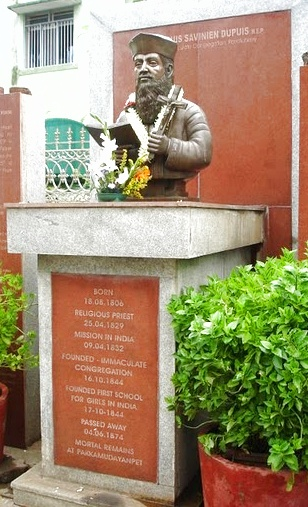
Denkmal für Pater Dupuis in Pondicherry

Beide Schwesternorden wünschen gemeinsam die Seligsprechung ihres Gründers und sammeln zu diesem Zweck Nachrichten über Gebetserhörungen. Der Seligsprechungsprozess für Pater Louis Savinien Dupuis ist auf diözesaner Ebene eröffnet. Hierbei erhob man die Reliquien am 13. April 1989 aus dem alten Grab in der Kathedrale und bettete sie in eine neue Ruhestätte um, die sich in einer Klosterkirche der Schwestern zu Pondicherry befindet.
In Pondicherry gibt es auch ein Denkmal zu Ehren des französischen Priesters.